# NGC 5733
NGC 5733 é uma galáxia espiral (Sc) localizada na direcção da constelação de Virgo. Possui uma declinação de -00° 21' 05" e uma ascensão recta de 14 horas, 42 minutos e 45,8 segundos.
A galáxia NGC 5733 foi descoberta em 12 de Abril de 1864 por Albert Marth.